# 建设街道 (湛江市)
建设街道，是中华人民共和国广东省湛江市霞山区下辖的一个乡镇级行政单位。

## 行政区划
建设街道下辖以下地区：
建兴社区、新村场社区、建设社区、建西社区、兴隆村、坎坡村、南柳村、百儒村、溪墩村和蓬莱村。